# Les Bondons
 Les Bondons  es una localidad y comuna de Francia, en la región de Languedoc-Rosellón, departamento de Lozère, en el distrito y cantón de Florac. Está integrada en la Communauté de communes du Pays de Florac et du Haut Tarn.

## Demografía
| 291 | 230 | 234 | 194 | 159 | 150 |
| Para los censos de 1962 a 1999 la población legal corresponde a la población sin duplicidades (Fuente: INSEE [Consultar]) |     |     |     |     |     |